# گرگ کینر
گرگ کینر (به انگلیسی: Greg Kinnear) بازیگر آمریکایی و متولد ۱۷ ژوئن ۱۹۶۳ است.
از فیلم‌ها و سریال‌های تلویزیونی او می‌توان به پرنده سیاه، میعادگاه غوطه ور دریای سرخ، بهتر از این نمی‌شه، میس سان‌شاین کوچولو، پرستار بتی، مردان اسرارآمیز، شکست‌ناپذیر، وابسته به تو، متفاوت مثل من، من نمیدونم، بلوار نجات، مامان بچه، شما اهل کدام سیاره هستید؟، فیل، فوکوس خودکار، قتل یک گربه، بازنده و ما سرباز بودیم اشاره کرد.